# Karl Gräf
Karl Gräf (1822–1902) war wie sein Bruder Adolf Gräf ein deutscher Kartograph, Ingenieur-Geograph und Ingenieur-Leutmant.
Im Geographischen Institut Weimar war er Mitglied im wissenschaftlichen Beirat und Mitherausgeber von Atlanten und Karten. Die Atlanten wurden außer von ihm auch von Heinrich Kiepert besorgt. Kiepert war Lehrmeister der Gräfs. Gräf war Mitbesitzer des Landes-Industrie-Comptoirs und des Geographischen Instituts bis 1868, bis zu dessen juristischer Auflösung. Danach ging Gräf nach Dresden und war weiterhin im Buchhandels- und Verlagsgeschäft tätig.